# Mostek v Čermné
Mostek v Čermné je jednoobloukový kamenný most v centru Čermné u Libouchce, části obce Libouchec v okrese Ústí nad Labem. Je chráněn jako kulturní památka. Součástí památky je socha svatého Jana Nepomuckého  a milník.

## Popis

### Mostek
Mostek je barokní kamenná jednooblouková neomítaná zděná stavba, která překonává Červený potok. Byl postaven v první polovině 18. století, pravděpodobně společně s barokním kostelem svatého Mikuláše. Mostek a obě mostní opěry jsou z lomového kamene. Mostní oblouk je vyzděn z opracovaných pískovcových kvádrů. Zábradlí mostu je kamenné, překryté pískovcovými na ležato kladenými deskami. Dlouhé nájezdy na obou březích vyrovnávají velký výškový rozdíl obou břehů. Mostek byl opraven v roce 1998.

### Socha svatého Jana Nepomuckého
Ve středu mostu na návodní straně je umístěna socha svatého Jana Nepomuckého. Při opravě mostu byla v kamenném zábradlí ponechána mezera, do níž byl přizděn vysoký hranolový pilíř, který se skládá z nízké patky, dříku s půlkruhovými prázdnými zrcadly a půlkruhově prohnutými rohy. Na dřík je položena krycí deska s profilovanou římsou. Světec stojí v mírném kontrapostu s pokrčenou pravou nohou na nízkém plintu na drobném nástavci. V rukou drží kříž s ukřižovaným Ježíšem a v levé ruce palmovou ratolest. Oděn je v almuci sepnutou pod krkem, která mu kryje ramena a přepadá přes obě předloktí. Pod ní má pod kolena sahající rochetu zdobenou na lemu obloučky a plastickými trojúhelníky a tečkami. Zpod kleriky, která má řadu knoflíků až k zemi, vyčnívají špičky bot. Na hlavě má biret a kolem ní kovovou svatozář se třemi šesticípými hvězdami. Dlouhé vlasy, které mu lemují tvář s krátkými vousy, splývají na ramena. Na čelní straně soklu je vyryta datace: „A o 1813“ 
V roce 1811 strhla most povodeň. V této souvislosti se uvažovalo o umístění sochy svatého Jana Nepomuckého na opravený most. Sochu nechal v roce 1813 postavit mlynář Anton Hartman (sám postižený povodní) a v roce 1824 ji nechal vyštafírovat. Socha byla opravována v roce 1996 restaurátorskou dílnou Michaela Bílka z Petrovic.

### Milník
Na levobřežní straně mostku stojí kamenný milník z roku 1851 původně vysoký 2,20 m. Jeho původní pozice byla u okresní cesty (přesná poloha není známa), která vedla obcí v letech 1841–1861. V roce 1969 byl po restaurování přemístěn k mostku.
Na čtvercovém základu je umístěn mohutný válec s nezřetelnou značkou na horní straně. Na válec navazuje užší prstenec, který rozděluje milník na polovinu. Na prstenci je hranol, jehož rozměry (šířka) jsou obdobné se základem. Značka v podobě písmena A je vytesána na prstenci a hranolu.